# Henrik Strömblad
Curt Staffan Henrik Strömblad, född 6 maj 1965, är en sportkommentator från Spånga i Stockholms kommun som arbetar för Viasatkoncernens kanaler och kommenterar nästan uteslutande fotboll. Han kommenterar ofta Champions League-finalerna och landslagets kvalmatcher. Han är numera bosatt i Stockholmsförorten Vällingby.
I EA Sports TV-spel FIFA 07, FIFA 08, FIFA 09, FIFA 10, FIFA 11, FIFA 12 och FIFA 13 är Strömblad kommentator med Glenn Hysén vid sin sida.
Strömblad fostrades som spelare i IF Brommapojkarna under tonåren där han fram till 20-årsåldern var med i A-lagstruppen, och även till viss del i svenska landslagets reservtrupp, som målvakt. Därefter blev han speaker i Brommapojkarna som ledde till dagens karriär som kommentator i TV, och har alltid arbetat i klubben (för närvarande tränare i ett ungdomslag).